# Wereldbeker schaatsen 2008/2009 - Wereldbeker 7 - 1500 meter mannen
De vierde van 6 wedstrijden voor de wereldbeker schaatsen 1500 meter werd gehouden op 31 januari 2009 in Erfurt.

## Uitslag A-divisie
| rang   | schaatser                 | tijd    | punten |
| ------ | ------------------------- | ------- | ------ |
| Goud   | Denny Morrison            | 1.45,32 | 100    |
| Zilver | Trevor Marsicano          | 1.46,00 | 80     |
| Brons  | Shani Davis               | 1.46,25 | 70     |
| 4      | Sven Kramer               | 1.46,39 | 60     |
| 5      | Håvard Bøkko              | 1.46,49 | 50     |
| 6      | Enrico Fabris             | 1.47,26 | 45     |
| 7      | Chad Hedrick              | 1.47,72 | 40     |
| 8      | Lucas Makowsky            | 1.47,75 | 36     |
| 9      | Robert Lehmann            | 1.47,76 | 32     |
| 10     | Konrad Niedźwiedzki       | 1.47,90 | 28     |
| 11     | Stefan Groothuis          | 1.48,28 | 24     |
| 12     | Teruhiro Sugimori         | 1.48,31 | 21     |
| 13     | Steven Elm                | 1.48,91 | 18     |
| 14     | Christoffer Fagerli Rukke | 1.48,98 | 16     |
| 15     | Daniel Friberg            | 1.49,07 | 14     |
| 16     | Sverre Haugli             | 1.49,42 | 12     |
| 17     | François Olivier Roberge  | 1.50,07 | 10     |
| 18     | Matteo Anesi              | 1.50,26 | 8      |
| 19     | Mark Tuitert              | 1.50,44 | 6      |

## Loting
| rit | binnenbaan                | buitenbaan               |
| --- | ------------------------- | ------------------------ |
| 1   | Matteo Anesi              |                          |
| 2   | Sverre Haugli             | Daniel Friberg           |
| 3   | Steven Elm                | Konrad Niedźwiedzki      |
| 4   | Christoffer Fagerli Rukke | Robert Lehmann           |
| 5   | Denny Morrison            | François Olivier Roberge |
| 6   | Lucas Makowsky            | Teruhiro Sugimori        |
| 7   | Trevor Marsicano          | Chad Hedrick             |
| 8   | Sven Kramer               | Enrico Fabris            |
| 9   | Shani Davis               | Stefan Groothuis         |
| 10  | Mark Tuitert              | Håvard Bøkko             |

## Top 10 B-divisie
| rang | schaatser            | tijd    | punten |
| ---- | -------------------- | ------- | ------ |
| 1    | Wouter Olde Heuvel   | 1.47,35 | 25     |
| 2    | Jan Friesinger       | 1.49,17 | 19     |
| 3    | Stefan Heythausen    | 1.49,90 | 15     |
| 4    | Samuel Schwarz       | 1.50,32 | 11     |
| 5    | Aleksey Yesin        | 1.50,38 | 8      |
| 6    | Aleksandr Lebedev    | 1.50,53 | 6      |
| 7    | Jörg Dallmann        | 1.50,72 | 4      |
| 8    | Dmitri Babenko       | 1.50,88 | 2      |
| 9    | Mathieu Giroux       | 1.50,97 | 1      |
| 10   | Aleksandr Rumyantsev | 1.51,47 | 0      |